# Köpinge kyrka
Köpinge kyrka är en kyrkobyggnad i Gärds Köpinge. Den är församlingskyrka i Köpinge församling i Lunds stift.

## Kyrkobyggnaden
Ursprungliga kyrkan uppfördes av gråsten i romansk stil under senare delen av 1100-talet. En tillbyggnad väster om tornet uppfördes någon gång på 1200-talet eller 1300-talet. Under 1400-talet försågs kyrkorummet med pelare och valv av tegel. Kyrkorummet målades även med motiv av Adam och Evas senare liv, utförda av Vittskövlegruppen. En korsarm i norr uppfördes på 1500-talet och var ursprungligen ett gravkor. Eftersom en större kyrka behövdes uppfördes 1796 en korsarm vid södra sidan med ungefär samma storlek som norra korsarmen. Vid en restaurering 1859  murades norra korsarmens gravkammare igen och rummet blev kyrkorum med bänkar.

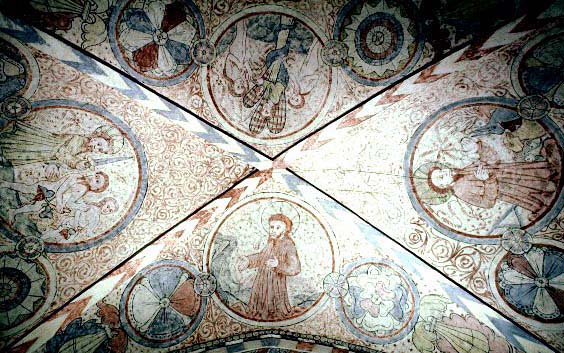
Måleri i valvet av Vittskövlegruppen

## Inventarier
- En skulptur i ek, föreställande Maria med den från korset nedtagne Jesus i sina armar, är daterad till omkring år 1430.
- Nuvarande dopfunt av vit marmor tillkom på 1800-talet.

### Orgel
- 1755 byggde Henrik Rudolf Braune, Malmö en orgel med 10 stämmor.[2]

| Manual       |
| Gedackt 8’   |
| Principal 4’ |

- 1870 byggd Sven Fogelberg, Lund en orgel med 12 stämmor.
- Den nuvarande orgeln är byggd 1943 av Mårtenssons orgelfabrik, Lund och har 14 stämmor. Orgeln är pneumatisk och har fria och fasta kombinationer samt automatisk pedalväxling. Den har följande disposition.

| Huvudverk I C-g3 | Svällverk II C-g3 | Pedal C-f1  | Koppel   |
| Principal 8’     | Gedackt 8’        | Subbas 16’  | I/P      |
| Rörflöjt 8’      | Fugara 8’         | Oktavbas 8’ | II/P     |
| Oktava 4’        | Salicional 8’     |             | II/I     |
| Gedacktflöjt 4’  | Rörflöjt 4’       |             | II 16'/I |
| Oktava 2’        | Gemshorn 2'       |             | II 4'/I  |
| Mixtur 3-4 ch    | Sesquialtera 2 ch |             | II 4'/P  |